# Attilio Longoni
Attilio Longoni (Monza, 1º ottobre 1885 – 8 aprile 1932) è stato un pioniere dell'aviazione, giornalista e politico italiano.
Fu segretario nel 1919 dei Fasci italiani di combattimento.

## Biografia
Durante la prima guerra mondiale divenne allievo pilota del Servizio Aeronautico e poi operò in Macedonia e Albania.
Nel marzo 1919 fu uno dei fondatori e segretario cittadino del fascio milanese.
Il 9 maggio 1919 divenne segretario nazionale dei Fasci italiani di combattimento fino all'agosto successivo. Partecipò il 28 ottobre 1922 alla Marcia su Roma.
Fu redattore del "Secolo illustrato", che lasciò per fondare alla fine del 1919 il settimanale "La Gazzetta dell'Aviazione".
Nel 1922 fondò la rivista mensile di aeronautica L'Ala d'Italia, che diresse fino alla morte.
Nel 1920 fondò l'Associazione Italiana Aeronautica e poi nel 1925 la Lega Italiana Aeronautica. Nel 1931 pubblicò Fascismo ed aviazione: gli aviatori nella rivoluzione fascista.
Nel 1931 fu segretario generale della corporazione "Gente di mare e dell'aria". Nel 1932 presiedette anche l'Aeroclub di Milano.